# Amanda Root
Amanda Root, född 1963 i Essex, är en engelsk skådespelare. Root har bland annat medverkat i Kärlek på villospår, Övertalning, Jane Eyre, Forsytesagan och Järnladyn.

## Filmografi i urval
- 2018 – Saknad, aldrig glömd (TV-serie)
- 2011 – Järnladyn
- Empire (2005) TV-serie
- The Robinsons (2002) TV-serie
- Brief Encounters (2005) TV-serie
- Bloom (2004)
- London (2004)
- Enduring Love (2004)
- Love Again (2003)
- Forsytesagan II (2003) TV-serie
- Daniel Deronda (2002) (TV-serie)
- Forsytesagan (2002)
- A small summer party (2001)
- Anna Karenina (2001) TV-serie
- Vad hände med Harold Smith (2001)
- 2000 – Anna Karenina (TV-serie)
- Big Cat (1998)
- Mortimer's Law (1998) TV-serie
- Original sin (1997)
- Deep in the heart (of Texas) (1996)
- Breaking the code (1996)
- Jane Eyre (1996)
- Turning World (1996) TV-serie
- Övertalning (1995) TV-film
- Kärlek på villospår (1994) TV-serie
- The Buddha of Suburbia (1993) TV-serie
- The man who cried (1993)
- The house of Bernarda Alba (1991)
- The BFG (1989)
- This lightning always strikes twice (1985)